# Lijst van leden van de Kantonsraad van Zwitserland uit het kanton Solothurn

Vlag van Solothurn.

Dit artikel bevat een lijst van leden van de Kantonsraad van Zwitserland uit het kanton Solothurn.
Solothurn heeft zoals de meeste kantons twee vertegenwoordigers in de Kantonsraad.

## Lijst
| Naam                   | Partij/fractie | Ambtsperiode | Geboren | Overleden |
| ---------------------- | -------------- | ------------ | ------- | --------- |
| Martin Josef Munzinger | liberalen      | 1848         | 1791    | 1855      |
| Josef Burki            | liberalen      | 1848-1856    | 1813    | 1878      |
| Simon Lack             | liberalen      | 1849-1853    | 1805    | 1872      |
| Friedrich Schenker     | liberalen      | 1853-1856    | 1810    | 1873      |
| Amanz Kaspar Affolter  | liberalen      | 1856-1861    | 1825    | 1861      |
| Wilhelm Vigier         | liberalen      | 1856-1886    | 1823    | 1886      |
| Amanz Jecker           | liberalen      | 1862-1874    | 1817    | 1875      |
| Albert Brosi           | liberalen      | 1875-1881    | 1836    | 1911      |
| Franz Johann Trog      | liberalen      | 1881-1887    | 1828    | 1904      |
| Oskar Munzinger        | FDP/PRD        | 1886-1917    | 1849    | 1932      |
| Casimir von Arx        | FDP/PRD        | 1887-1922    | 1852    | 1931      |
| Robert Schöpfer        | FDP/PRD        | 1917-1939    | 1869    | 1941      |
| Hugo Dietschi          | FDP/PRD        | 1922-1937    | 1864    | 1955      |
| Iwan Bally             | FDP/PRD        | 1938-1943    | 1876    | 1965      |
| Paul Haefelin          | FDP/PRD        | 1939-1959    | 1889    | 1972      |
| Gottfried Klaus        | SP/PS          | 1943-1963    | 1899    | 1963      |
| Karl Obrecht           | FDP/PRD        | 1959-1967    | 1910    | 1979      |
| Werner Vogt            | SP/PS          | 1963-1971    | 1905    | 2000      |
| Ulrich Luder           | FDP/PRD        | 1967-1978    | 1919    | 1987      |
| Walter Weber           | SP/PS          | 1971-1987    | 1917    | 2008      |
| Max Affolter           | FDP/PRD        | 1979-1991    | 1923    | 1991      |
| Rosemarie Simmen       | CVP/PDC        | 1987-1999    | 1938    |           |
| Rolf Büttiker          | FDP/PLR        | 1991-2011    | 1950    |           |
| Ernst Leuenberger      | SP/PS          | 1999-2009    | 1945    | 2009      |
| Roberto Zanetti        | SP/PS          | 2010-2023    | 1954    |           |
| Pirmin Bischof         | CVP/PDC        | 2011-        | 1959    |           |
| Franziska Roth         | SP/PS          | 2023-        | 1966    |           |

Afkortingen
- CVP/PDC: Christendemocratische Volkspartij
- FDP/PLR: Vrijzinnig-Democratische Partij.De Liberalen, voordien Vrijzinnig-Democratische Partij
- FDP/PRD: Vrijzinnig-Democratische Partij, voorloper van de FDP/PRD
- SP/PS: Sociaaldemocratische Partij van Zwitserland

Bondsraad
Lijst van leden van de Zwitserse Bondsraad · 
Lijst van bondspresidenten van Zwitserland
Nationale Raad
Aargau · 
Appenzell Ausserrhoden · 
Appenzell Innerrhoden · 
Basel-Landschaft · 
Basel-Stadt · 
Bern · 
Fribourg · 
Genève · 
Glarus · 
Graubünden · 
Jura

Luzern · 
Neuchâtel · 
Nidwalden · 
Obwalden · 
Sankt Gallen · 
Schaffhausen · 
Schwyz · 
Solothurn · 
Thurgau · 
Ticino · 
Uri · 
Vaud · 
Wallis · 
Zug · 
Zürich
1983-1987 · 
1987-1991 · 
1991-1995 · 
1995-1999 · 
1999-2003 · 
2003-2007 · 
2007-2011 · 
2011-2015 · 
2015-2019 · 
2019-2023 · 
2023-2027
Voorzitters
Kantonsraad
Aargau · 
Appenzell Ausserrhoden · 
Appenzell Innerrhoden · 
Basel-Landschaft · 
Basel-Stadt · 
Bern · 
Fribourg · 
Genève · 
Glarus · 
Graubünden · 
Jura

Luzern · 
Neuchâtel · 
Nidwalden · 
Obwalden · 
Sankt Gallen · 
Schaffhausen · 
Schwyz · 
Solothurn · 
Thurgau · 
Ticino · 
Uri · 
Vaud · 
Wallis · 
Zug · 
Zürich
1983-1987 · 
1987-1991 · 
1991-1995 · 
1995-1999 · 
1999-2003 · 
2003-2007 · 
2007-2011 · 
2011-2015 · 
2015-2019 · 
2019-2023 · 
2023-2027
Voorzitters